# Retorno sobre capital empleado
El retorno sobre capital empleado (en inglés, return on capital employed o ROCE) es una ratio de contabilidad usada en finanzas, valoración y contabilidad. Es una medida útil para comparar la rentabilidad relativa de las empresas después de tener un cuenta la cantidad de capital usado.

## La fórmula
{\displaystyle {\mbox{Retorno sobre capital empleado}}={\frac {\mbox{Beneficio antes de intereses e impuestos}}{\mbox{Capital empleado}}}}
(Expresada como un porcentaje)